# Diocese do Ponto
A Diocese do Ponto foi uma diocese do período final do Império Romano que incorporava as províncias do norte e nordeste da Ásia Menor (a região do Ponto) até a fronteira com o Império Sassânida na Armênia Maior. Ela estava subordinada à prefeitura pretoriana do Oriente e sua capital era Amaseia.

## História
A diocese foi criada durante as reformas de Diocleciano. Suas forças militares, que tinham a missão de enfrentar a ameaça sassânida, eram comandadas pelo duque do Ponto e Armênia (dux Ponti et Armeniae) até meados do século V, por dois duques depois disso até que Justiniano I instituiu o novo posto de mestre dos soldados da Armênia (magister militum per Armeniam) para a fronteira na região. Ele também aboliu a diocese em 535 e seu vigário foi nomeado governador da Galácia Prima. Os resultados, porém, não foram satisfatórios e a diocese foi recriada em 548, funcionando até ser substituída pelos temas Armeníaco e Opsiciano no final do século VII.

## Subdivisões
A diocese incluía doze províncias:
- Armênia I
- Armênia II
- Armênia I Magna (536)
- Satrapias romanas na Armênias (Satrapiae) - depois incorporadas na Armênia IV (536)
- Armênia III (536)
- Bitínia
- Capadócia I
- Capadócia II
- Galácia Prima
- Galácia Salutar (Salutaris ou Segunda)
- Helenoponto (Helenopontus)
- Honórias
- Paflagônia
- Ponto Polemoníaco